# Björn Savén
Björn Erik Savén, född 29 september 1950 i Stockholm, är en svensk industrialist och investerare. Han är grundare av och tidigare ordförande och verkställande direktör för IK Partners, tidigare Industri Kapital.

## Utbildning
Björn Savén föddes i Stockholm och växte upp där och i Närke. Han blev civilekonom vid Handelshögskolan i Stockholm 1972 och Master of Business Administration vid Harvard University i USA 1976. 

## Karriär
Savén arbetade för Gulf Oil 1972–1974 och för Esselte 1976–1988. Han grundade Industri Kapital (idag IK Partners) 1988, som bedrevs som en del av S-E-Bankens investmentbank Enskilda Securities fram till 1993.. Han arbetade tidigt med private equity-investeringar, framför allt med utveckling av medelstora företag. Han var IK Partners vd 1989–2008, arbetande styrelseordförande 2008–2011 och emeritus från 2017 .
Savén var ordförande i Brittisk-svenska handelskammaren i Stockholm 2005-2011 och satt i Svenska Handelskammarens i Storbritannien styrelse 2012-2023, där han också var vice ordförande. Han är ledamot av Kungliga Ingenjörsvetenskapsakademien (IVA), där han var vice ordförande 2008–2011. Han är också ledamot av Utrikespolitiska samfundet, Utrikespolitiska institutets huvudman. 

## Uppdrag
- Styrelseledamot i National Portrait Gallery i London 2017-2024 samt ordförande i investeringskommittén[10]

- Styrelseledamot i Tommy’s (brittisk välgörenhetsorganisation inom förlossningsvård), 2015-2023[11]

- Styrelseledamot i Hjärt-Lungfonden från 2023[12]

## Familj
Björn Savén är gift med Inger Savén. Paret har tre barn. 

## Förtjänsttecken och hederstitlar
Björn Savén har hedrats med ett flertal ordnar, förtjänsttecken och hederstitlar av regeringar, universitet och andra institutioner i Europa       såsom:
- H.M. Konungen av Sveriges guldmedalj (12e storleken i Serafimerordens band) för framstående insatser för svenskt näringsliv (2008) [19]
- Kommendör Första Klass av Polens Förtjänstorden (2022) [20]
- Officier av Hederslegionen, Frankrike (2021) [21]
- Kommendör av Brittiska Imperiets Orden, CBE (2024)[22]
- Riddare Första Klass av Förbundsrepubliken Tysklands Förtjänstorden (2007)
- Kommendör av Republiken Finland [23] [24]
- Kommendör av Kungariket Belgien

Björn Savén är hedersdoktor vid Handelshögskolan i Stockholm, Hanken i Helsingfors, och vid Lunds Tekniska Högskola.